# Равигот
Равиго́т (от фр. sauce ravigote) — французский соус, экстракт (или пюре) из свежих трав. Обычный состав равигота — это кервель, эстрагон (тархун), петрушка, кресс-салат, пимпинелла. Также в равигот добавляют пассерованный лук-шалот или репчатый лук, чеснок, каперсы, дижонскую горчицу. Используется поварами из-за эфирных масел, которые возбуждают аппетит и освежают. Чтобы приготовить равигот, ингредиенты надо недолго бланшировать и затем протереть через сито либо же растолочь в фарфоровой ступке.
Как правило, для получения холодного соуса равигот соединяют с винегретной (уксусной) заправкой. Для соуса тёплого — с овощным или мясным бульоном. Существуют вариации с анчоусами, желтком.
Композиции равигот хороши с яйцами, запечёнными и отварными блюдами из птицы, рыбы и мозгов, а также с сырами. Также пюре из свежих ароматных трав смешивают со сливочным маслом, которое используют в качестве бутербродной пасты.